# 李蔚 (萬曆進士)
李蔚（？—1615年），字豹玄，號秋中，南直隶镇江府丹徒縣人，明朝政治人物。

## 生平
万历二十五年（1597年）丁酉科应天乡试舉人，三十二年（1604年）甲辰科进士，兵部觀政，三十三年授东莞知县，三十八年升大名府同知，四十一年升刑部员外，四十二年升福府右长史，四十三年卒。

## 家族
曾祖李宗安。祖父李质，大使。父李憲。母馬氏。永感下。兄自新。弟李蓁、李國紀、李承旻。娶丁氏。